# Pirossenite
La pirossenite è una roccia ignea intrusiva ultrafemica, costituita principalmente da minerali del gruppo dei pirosseni (diopside, iperstene, bronzite, enstatite) accompagnati da olivina.
A seconda dei pirosseni presenti prendono il nome di ortopirosseniti, websteriti o clinopirosseniti.
Le pirosseniti sono essenzialmente di origine ignea, ma possono essere trovate anche in zone di metamorfismo di contatto in cui sia presente calcare impuro.

## Pirosseniti intrusive e di mantello
Le pirosseniti sono strettamente legate ai gabbri e alle noriti, dai quali si differenziano per l'assenza di feldspati, e alle peridotiti dalle quali si differenziano per il loro contenuto di olivina inferiore al 40%. La loro connessione è inoltre confermata dal fatto che spesso vengono ritrovate masse intrusive composte da queste rocce, mentre molto raramente queste rocce vengono rinvenute da sole.
La roccia presenta grana grossolana e spesso si ritrovano cristalli con dimensioni centimetriche. I minerali accessori principali sono il granato, lo spinello, il rutilo, la magnetite e la scapolite.
Le pirosseniti si possono formare per accumulo di pirosseni alla base delle camere magmatiche di intrusioni mafiche, dove sono generalmente associate con strati di gabbro e anortite. Si possono inoltre trovare accompagnate da strati di magnetite, ilmenite e più raramente cromite.
Si sono inoltre trovate pirosseniti in associazione con peridotiti, in strati che vanno da qualche centimetro fino a qualche metro di spessore. Questi strati sono stati interpretati come prodotto di reazione tra il magma ascendente e le peridotiti mantelliche. Si sono ritrovate xenoliti di questi strati in basalti e kimberliti.

## Pirosseniti effusive
Le rocce vulcaniche a base di pirosseni sono rare, e si limitano a flussi lavici risalenti all'archeano. In quel periodo le lave pirosseniche si formavano per cristallizzazione di pirosseni in situ e successivo accumulo alla base della colata. Una località tipica in cui possiamo ritrovare questo tipo di colata è nella regione di Murchison nell'Australia occidentale.

## Distribuzione
Le pirosseniti si trovano facilmente in dicchi. Possono essere oggetto di serpentinizzazione in metamorfismo retrogrado di bassa temperatura. In Italia
le pirosseniti si trovano associate a gabbri, ad esempio nelle Alpi Occidentali, nella zona basica di Ivrea, sui monti Monzoni e anche nei prodotti vulcanici del Vesuvio, dove contengono biotite.